# Emilio Villanueva

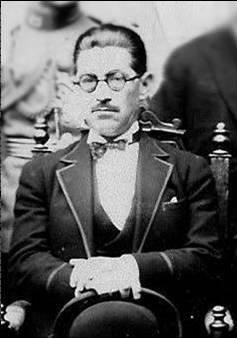
Emilio Villanueva Peñaranda 1929

Emilio Villanueva Peñaranda (* 28. November 1882 in La Paz; † 14. Mai 1970 ebenda) war ein bolivianischer Architekt.

## Familie
Seine Eltern waren José Villanueva (1831–1882) und Maria Peñaranda (1852–1942). Sein Bruder, Jose Gabino Villanueva, war ein  südamerikanischer Chirurg, der 1925 zum bolivianischen Präsidenten gewählt wurde, aber nach Annullierung der Wahl das Amt nicht antreten konnte. Unabhängig von allen Widrigkeiten (sein Vater starb im Jahr seiner Geburt) hat Emilio Villanueva eine erfolgreiche Karriere in Beruf und Politik erzielt.

## Berufliche Laufbahn
1907 studierte er Architektur an der Universität von Santiago de Chile. Er war 1914 an Planung und Bau der Militärschule von La Paz beteiligt, 1916 an Planung und Konstruktion des Hospital General in La Paz. 1926 entwarf und konstruierte er das bolivianische Zentralbankgebäude. Nach einem Aufenthalt in Paris führte er 1927 die Urbanisierung des Stadtteils Miraflores in La Paz durch. 1930 plante und baute er das Stadion Estadio Hernando Siles.
Villanueva war Dekan der Fakultät für Wissenschaften und wurde 1929 Rektor der Universidad Mayor de San Andres, La Paz. 1930 wurde er zum Minister für Erziehung ernannt. Er gründete die Hochschule für Architektur Universidad Mayor de San Andres.

## Publikationen
- Contemporary City Planning
- La question du chaco boreal
- Motivos Coloniales